# Hachimitsu to clover
Hachimitsu to clover (ハチミツとクローバー?, Hachimitsu to kurōbā, lett. "Miele e trifoglio") è un dorama giapponese live action di 11 puntate andato in onda su Fuji TV nel 2008. Preceduto dall'omonimo film Honey and Clover, è la trasposizione del popolare manga (e poi anime) di Chika Umino Honey and Clover.
La vicenda non si discosta molto dall'opera originale; segue la storia di un gruppo di giovani allievi d'una scuola d'arte, le loro avventure ma anche e soprattutto i loro sentimenti ed emozioni. Ognuno di loro incamminato verso un proprio particolare destino.

## Trama
Yuta, il nostro protagonista, è uno studente universitario, goffo in amore ma con molto talento nel campo della scultura; frequenta il "College of Art" e vive in una casa in condivisione con altri suoi compagni di studi, il senpai Takumi e lo scapestrato Shinobu. Quest'ultimo, un ragazzo tanto eccentrico quanto geniale, non perde mai l'occasione prendersi gioco ed approfittare del buon Yuta.
Al campus, un luogo tranquillo e adatto alla ricerca interiore, quando non è "travolto" dall'irruenza di Shinobu, la vita si svolge serenamente; le emozioni dei suoi studenti vi si riflettono, e la luce stessa pare raccogliere di volta in volta scene ed episodi di vita di chi l'attraversa. Ognuno si gode quanto meglio può il proprio breve periodo di giovinezza, giorno per giorno, circondato dagli amici.
Il professore di Yuta, Shuji Hanamoto, porta a scuola la nipote Hagumi; ragazza timidissima ed introversa ma con notevolissime capacità artistiche pronte a sbocciare. Per Yuta è decisamente un colpo di fulmine; ma anche Shinobu pare attratto, pur nella sua enorme antitesi caratteriale, dalla giovane, quasi come fosse un collegamento interiore tra spiriti creativi.
Yuta, che non pare esser capace di contrastare e reagire alla personalità di Shinobu, rimane un po' in disparte ad osservare malinconicamente l'evolversi della relazione tra l'amico e la ragazza ch'egli ama. Nel frattempo però anche Takumi ha i suoi crucci sentimentali; egli difatti è innamorato ma non corrisposto di Rika, una donna più grande di lui che lavora nello studio d'architettura e progettazione di sua proprietà.
Il marito della donna è morto da poco in un terribile incidente stradale, e questo ha lasciato la stessa Rika profondamente ferita, sia esteriormente che interiormente. Di Takumi intanto è profondamente innamorata Ayumi, sua coetanea che studia da ceramista.
La stagione scolastica volge a conclusione, con i protagonisti che trattengono nel cuore i propri sentimenti inespressi nei confronti dell'amato o dell'amata; cercheranno di affrontar e superar, nel modo che ad ognuno è più consono, le emozioni fino ad allora soffocate e trattenute. Troveranno il giusto percorso di crescita che permetterà loro di diventare persone adulte, affrontando così al meglio il passaggio del tempo.

## Personaggi
- Hagumi Hanamoto, interpretata da Riko Narumi:

18 anni. Il padre della ragazza è il cugino di Shuji.
- Yuta Takemoto, interpretato da Tōma Ikuta:

19 anni.
- Ayumi Yamada, interpretata da Natsuki Harada:

21 anni, soprannominata Ayu.
- Takumi Mayama, interpretato da Osamu Mukai:

22 anni.
- Shinobu Morita, interpretato da Hiroki Narimiya.

24 anni.
- Miwako Teshigawara, interpretata da Saori Takizawa:
- Rohmeyer-senpai, interpretato da Yuichi Kimura:

coinquilino più anziano di Yuta
- Professor Shoda, interpretato da Yutaka Matsushige:
- Yasuhiko Teranobori,interpretato da Yasuyuki Maekawa:
- Takumi Nomiya, interpretato da Takashi Kashiwabara:
- Daigoro Yamada, interpretato da Shigeru Izumiya:
- Shuji Hanamoto, interpretato da Jun Murakami:

30 anni, professore di Yuta che insegna storia dell'arte.
- Rika Arada, interpretata da Asaka Seto:

### Star ospiti
- Seiya Sanada (ep1)
- Yuya Ishikawa (ep1-9)
- Fumiko Tsuchiya (ep1-9)
- Ken Kaito - Harada Hideyuki (ep2-3,6,8)
- Tomohiro Waki (ep2-5,7-8)
- Atsushi Korechika (ep2-5,7-8)
- Kyotaro Gan - (ep2-5,7-8)
- Akira Okawara -  (ep2-5,7-8)
- Atsushi Tokunaga (ep2)
- Seiko Sakurada - (ep2)
- Nagisa Sugao - (ep2)
- Yusuke Akiyama - (ep2)
- Satomi Nagano - (ep3)
- Kentaro Shimazu - (ep3)
- Reiko Morohashi - (ep3)
- Koji Imai (ep3)
- Yoko Shono (ep4)
- Christopher Mae (ep4-5)
- Saori Nishitate - (ep4)
- Natsuko Kobayashi - (ep4)
- Taiki Asanuma - (ep4)
- Yuya Wakabayashi - (ep4)
- Hitomi Takahashi - Professor Ogami (ep4,6-9)
- Jun Hashimoto - Aida Kazuo (ep5-6,8)
- Kotoh Lorena (估藤ロレナ) (ep5)
- Aizawa Ryusei (相澤瑠星) (ep5)
- Shinsho Nakamaru - l'intervistatore (ep6)
- Yasuhi Nakamura - (ep6)
- Kei Sunaga - (ep6)
- Otake Koichi (大竹浩一) (ep6)
- Kogure Kuniaki (小暮邦明) (ep6)
- Yoshihiro Minami - (ep6)
- Taira Chiharu (平良千春) (ep6)
- Miyanari Ryuji (宮成竜二) (ep6)
- Akinofu Suzuki - (ep6)
- Gaku Hamada - Rokutaro (ep8,11)
- So Yamanaka - Shin-san (ep8,10-11)
- Fumiki Yoshikawa (ep8)
- Shogo Shimizu - il maestro falegname (ep8)
- Akaya Banmei (赤屋板明) (ep9)
- Meguri Tobio (廻飛雄) (ep9)
- Keisuke Ebihara - (ep10-11)
- Mizuki Ito - (ep10-11)
- Shinji Hiwatashi - (ep11)

## Episodi
| Nº | Titolo italiano (traduzione letterale) Giapponese 「Kanji」 - Rōmaji                                                                    | In onda          | In onda |
| Nº | Titolo italiano (traduzione letterale) Giapponese 「Kanji」 - Rōmaji                                                                    | Giapponese       |         |
| 1  | Primavera, il momento in cui mi sono innamorata 「春、恋におちた瞬間」 - Haru, koi niochita shunkan                                     | 8 gennaio 2008   |         |
| 2  | Oceano, lacrime e un bacio vinto alla lotteria 「福引であてた海と涙とキス」 - Fukubiki deateta umi to namida to kisu                    | 15 gennaio 2008  |         |
| 3  | Estate, una spruzzata calda come fuochi d'artificio 「夏、花火と散った片思い」 - Natsu, hanabi to chitta kataomoi                       | 22 gennaio 2008  |         |
| 4  | Una confessione d'amore in lacrime alla vigilia di Natale 「聖夜に届く、涙の告白」 - Seiya ni todoku, namida no kokuhaku                | 29 gennaio 2008  |         |
| 5  | Non c'è bisogno di essere il tuo numero uno 「一番の存在でなくてもいい」 - Ichiban no sonzai denakutemoii                               | 5 febbraio 2008  |         |
| 6  | Come si diventa adulti 「一人前にはなぜなれますか」 - Ichininmae nihanazenaremasuka                                                     | 12 febbraio 2008 |         |
| 7  | Verso una strada sconosciuta 「今、地図のない道を前へ」 - Ima, chizu nonai michi wo mae he                                              | 19 febbraio 2008 |         |
| 8  | Persona scomparsa! Perdere di vista la vita e l'amore in inverno 「失踪! 人生と恋を見失う冬」 - Shissō! jinsei to koi wo miushinau fuyu | 26 febbraio 2008 |         |
| 9  | Una confessione miracolosa d'amore, un incidente scioccante 「奇跡の告白、衝撃の大事故」 - Kiseki no kokuhaku, shōgeki no daijiko       | 4 marzo 2008     |         |
| 10 | La strada che collega l'abisso e la disperazione 「絶望の淵、ふたりを結ぶ道」 - Zetsubō no fuchi, futariwo musubu michi                 | 11 marzo 2008    |         |
| 11 | Un amore di cui essere orgogliosi 「胸を張れるいい恋だった」 - Mune wo hare ruii koi datta                                              | 18 marzo 2008    |         |